# Desa Sumberagung (administrativ by i Indonesien, Yogyakarta, lat -7,82, long 110,31)
Desa Sumberagung är en administrativ by i Indonesien.   Den ligger i provinsen Yogyakarta, i den västra delen av landet, 400 km öster om huvudstaden Jakarta.